# 瓦列里·谢列兹尼奥夫
瓦列里·谢尔盖耶维奇·谢列兹尼奥夫 (俄语：Валерий Сергеевич Селезнёв，羅馬化：Valeriy Sergeyevich Seleznyov，1964年9月5日—）是俄罗斯政治人物，第五届、第六届、第七届、第八届国家杜马代表。
1994年，谢列兹尼奥夫从事商业活动，创立了商业公司CVC。 1998年，他领导了从事对外经济活动的“澳大利亚贸易公司”和“澳大利亚贸易公司”企业。 2007年、2011年、2016年、2021年当选第五届、第六届、第七届、第八届国家杜马代表。
2017年，美国以网络犯罪罪判处他的儿子罗曼·谢列兹尼奥夫27年监禁。他被指控盗窃并出售170万个信用卡号码。罗曼·谢列兹尼奥夫于2014年7月在度假期间在马尔代夫国际机场被美国情报部门拘留。

## 制裁
2022年因俄乌战争而受到英国政府制裁。